# Polydesmus ornatus
Polydesmus ornatus är en mångfotingart som beskrevs av Peters 1864. Polydesmus ornatus ingår i släktet Polydesmus och familjen plattdubbelfotingar. Inga underarter finns listade i Catalogue of Life.